# Ematelwaheb
 (décembre 2020).
Si vous disposez d'ouvrages ou d'articles de référence ou si vous connaissez des sites web de qualité traitant du thème abordé ici, merci de compléter l'article en donnant les références utiles à sa vérifiabilité et en les liant à la section « Notes et références ».
Ce nom arabe, féminin de Abdelwaheb, littéralement "servante du Grand-Donateur" est synonyme du prénom AmatAllah "adoratrice de Dieu". 
Il est composé de "Emat » ou "Amat" : servante, adoratrice mais aussi, don, faveur, grâce ; et de "EL-WAHEB" : celui qui donne sans compter, qui accorde (l'un des 99 noms de Dieu).
La racine "heb" figurant dans le Coran (cf. sourate Marie), est le verbe utilisé par le prophète Zacharie lors de son invocation à Dieu en ces termes :
C'est un récit de la miséricorde de ton Seigneur envers son serviteur Zacharie. Lorsqu'il invoqua son Seigneur d'une invocation secrète, et dit :"Ô mon Seigneur, mes os sont affaiblis et ma tête s'est enflammée de cheveux blancs. Je n'ai jamais été malheureux en te priant, ô mon Seigneur. Je crains de mes héritiers, après moi. Et ma propre femme est stérile. Accorde-moi, ("heb li") de Ta part un descendant qui hérite de moi et hérite de la famille de Jacob. Et fais qu'il te soit agréable, ô mon Seigneur".
(Sourate 19 : 2-6)
Prénoms féminins musulmans